# Ludwik Meyer

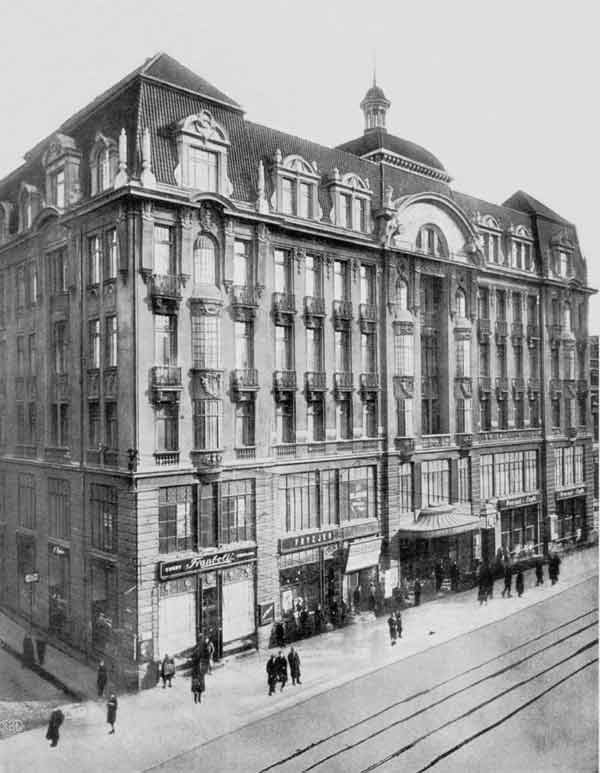
Hotel „Grand”, do 1888 r. fabryka Ludwika Meyera (zdj. archiwalne)

Ludwik Meyer (ur. 16 maja 1841 we Wrocławiu, zm. 5 grudnia 1911 w Brussie) – fabrykant działający w Łodzi.

## Życiorys
Urodził się we Wrocławiu w rodzinie z tradycjami kupieckimi. Po przybyciu do Łodzi w latach 50. XIX wieku uczył się w szkole średniej, a praktyki odbywał w domach handlowych i przedsiębiorstwach przemysłowych. W 1865 roku rozpoczął pracę w fabryce Edwarda Hentschla. W latach 70. był właścicielem fabryki włókienniczej i cegielni. Nabywał także nowe grunty. W 1875 r. przejął od Hentschla połowę zakładu, a drugą odkupił wkrótce od Juliusza Kunitzera.
Brak możliwości rozbudowy szybko rozwijającego się przedsiębiorstwa na działce przy ulicy Piotrkowskiej 72 róg Krótkiej (obecnie ul. Traugutta) sprawił, że pod koniec lat 70. przeniósł swój zakład. Nowa fabryka została wzniesiona w osadzie leśnej zwanej „Mania”, na zachód od Łodzi, przy szosie srebrzyńskiej (obecnie Polesie Konstantynowskie). Dotychczasowy budynek fabryki przy ul. Piotrkowskiej 72, został w 1888 przebudowany na hotel „Grand”.
W latach 1883–1885 utworzył tzw. pasaż Meyera – prywatną ulicę na swoim terenie, łączącą obecną ul. Sienkiewicza (wówczas ul. Dzika) z Piotrkowską – który zabudował luksusowymi willami (np. Willa Trianon) – z planem, że gdyby siedziba guberni została przeniesiona z Piotrkowa do Łodzi, to zamieszkałby tu gubernator i jego najbliższe otoczenie. Ostatecznie pasaż został przekazany miastu.
Był komendantem Łódzkiej Straży Ogniowej Ochotniczej oraz współzałożycielem łódzkiego oddziału Rosyjskiego Czerwonego Krzyża i wieloletnim jego prezesem. Od 1880 r. był radcą miejskim. W 1901 roku Meyer wycofał się z działalności przemysłowej i osiadł w majątku Brus, gdzie utworzył folwark – położony na zachód od Łodzi, w niewielkiej odległości od fabryki „Mania”. Na terenie majątku założył cegielnię i wapniarnię.
W październiku 1884 r. został odznaczony Orderem Świętego Stanisława II klasy za gorliwość okazaną przy dziele budowy cerkwi św. Aleksandra Newskiego w Łodzi przy ul. Widzewskiej (ob. ul. Kilińskiego 56). W październiku 1888 r., jako kurator miejskich szkół elementarnych, otrzymał Order Świętej Anny II klasy za szczególną troskliwość o dobro instytucyj podległych ministeryum oświaty.

## Rodzina
Był żonaty z Matyldą, z którą miał córkę Zofię (Sophie) Meyer, żonę jednego z najbardziej znaczących łódzkich fabrykantów – Alfreda Biedermanna seniora, która zmarła przy porodzie drugiego syna. Siostrą Meyera była Agnes (Agnieszka) Mina Meyer (ur. 10 czerwca 1849 w Łodzi, zm. 25 maja 1921 w Dreźnie), która 13 października 1869 r. wyszła za mąż za Juliusza Kunitzera, wybitnego łódzkiego fabrykanta.
Spoczywa wraz z żoną w kwaterze rodzinnej na cmentarzu ewangelickim przy ul. Ogrodowej w Łodzi, gdzie najpierw została pochowana córka Zofia (Sophie).